# Józef Cybichowski
Józef Cybichowski (ur. 26 marca 1828 w Objezierzu, zm. 6 marca 1887 w Gnieźnie) – polski duchowny rzymskokatolicki, biskup pomocniczy gnieźnieński w latach 1867–1887.

## Życiorys
Syn nauczyciela Stanisława i Konstancji z Szymańskich. Początkowe nauki pobierał w szkole u ojca, a w latach 1838–1847 w Gimnazjum św. Marii Magdaleny w Poznaniu. Następnie, w latach 1849–1852, studiował teologię w Bonn i Monachium. Święcenia kapłańskie otrzymał 14 listopada 1852 w Gnieźnie, gdzie objął wikariat.
W kwietniu 1854 został profesorem nauk biblijnych i języka hebrajskiego. W latach 1854–1860 uczył w seminarium w Poznaniu. Od połowy 1860 do końca 1866 był proboszczem farnym w Chodzieży. Na początku 1867 objął funkcję kierownika duchowego (regensa) w seminarium w Gnieźnie. 27 października 1867 przyjął sakrę biskupią. W tymże roku otrzymał też stopień doktora teologii na Uniwersytecie Ludwika i Maksymiliana w Monachium.
W 1875, w ramach walki z Kościołem, władze pruskie zamknęły seminarium w Gnieźnie, a biskup za rzekome „niepoprawne wykonywanie funkcji biskupich” został skazany na karę więzienia. 1 maja został wydalony z Wielkiego Księstwa Poznańskiego, a w połowie października powrócił do Gniezna. Wkrótce został aresztowany i skazany na 9 miesięcy więzienia, a po zwolnieniu resztę życia spędził na pracy w katedrze gnieźnieńskiej.